# Willem Elsschot
Alphonsus Josephus de Ridder (7 de maio de 1882 – 31 de maio de 1960) foi um escritor e poeta belga que escreveu sob o pseudônimo Willem Elsschot (nl). Um dos mais proeminentes autores flamengos, sua obra mais famosa, Queijo (1933) é o romance de língua flamenga mais traduzido de todos os tempos.

## Início de vida e educação

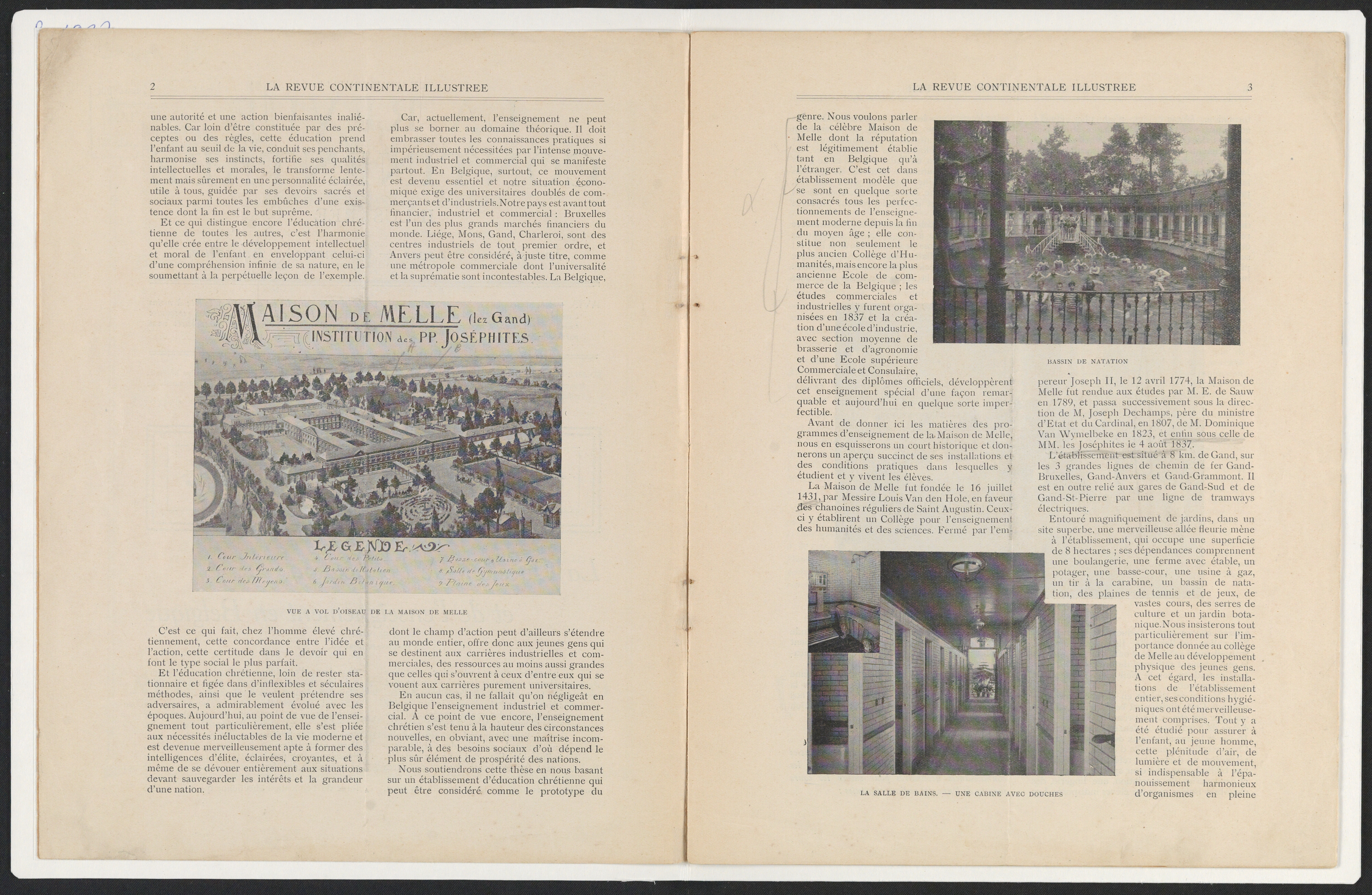
Excerto da revista La Revue de Willem Elsschot.

Elsschot nasceu Alphonsus Josephus de Ridder em 7 de maio de 1882 em Antuérpia, em uma família de padeiros. Quando criança, ele frequentemente visitava seu tio na zona rural de Blauberg, perto de Herselt, onde caminhavam na região de Helschot, da qual ele posteriormente derivaria seu nome literário.
Após estudar em uma escola estadual na Van Maerlantstraat, e depois no Ateneu Real de Antuérpia, ele frequentou o Institut Supérieur de Commerce de l'État (nl), posteriormente conhecido como Rijkshandelshogeschool, onde estudou economia e negócios, obtendo um mestrado em ciências comerciais em 1904. Foi durante seus estudos que ele desenvolveu amor pela literatura, enquanto estava sob a tutoria de Pol de Mont.

## Carreira profissional
Após concluir seus estudos, Elsschot trabalhou em Paris para um empresário sul-americano, e depois para várias empresas nos Países Baixos.
Durante a Primeira Guerra Mundial, ele serviu como secretário de um comitê nacional de socorro alimentar em Antuérpia, após o qual ingressou no mundo da publicidade, estabelecendo sua própria agência em 1911, que administraria até sua morte.
Elsschot não gostava do mundo da publicidade. Antes de sua morte em 1960, ele foi citado dizendo: "Não apenas me enoja a publicidade, mas também o comercialismo em geral. E escrevi Lijmen porque precisava me livrar disso de alguma forma. Eu tinha que fazer publicidade, porque nunca conseguiria viver da minha caneta."

## Carreira literária
Elsschot começou a escrever poesia em 1900, fazendo sua estreia como poeta (publicando na revista Alvoorder).
No entanto, foi como escritor de prosa que ele alcançou grande parte de sua fama. Enquanto vivia em Roterdã, ele escreveu Villa des Roses (1913), seguindo as aventuras dos hóspedes de uma pensão em Paris. Embora tenha sido ignorado por críticos e leitores na época de sua publicação, suas obras mais famosas viriam nas décadas de 1920 e 1930: Lijmen (1924), Kaas (1933), Tsjip (1934) e Het Been (1938), romances com elementos trágicos e cômicos.
Os temas centrais em seu trabalho são negócios e vida familiar. Seu estilo é caracterizado por descrições detalhadas do ambiente e um leve cinismo. Em seus primeiros livros, ele trabalha com os mesmos personagens, dando aos leitores uma familiaridade e um esboço da vida em Antuérpia durante a década de 1930. Seus personagens Boorman, um empresário sempre em busca de golpes e oportunidades, e Frans Laarmans, um escriturário, evoluem ao longo desses livros.

## Vida pessoal e morte
Ele foi casado com Fine de Ridder, com quem teve uma filha, Ida. Também manteve um relacionamento com a poetisa Liane Bruilants.
Em 1920, tornou-se cavaleiro da Ordem da Coroa.
Elsschot morreu em Antuérpia devido a um ataque cardíaco em 31 de maio de 1960, aos 78 anos. Foi cremado e suas cinzas foram enterradas junto ao corpo de sua esposa no Schoonselhof de Antuérpia. Foi postumamente agraciado com o Prêmio Estadual de Literatura, e em 1994 uma estátua dele foi erguida na Mechelseplein em Antuérpia.
Em 2005, ficou na posição n° 49 na versão flamenga de "De Grootste Belg" ("O Maior Belga").

## Adaptações

### Adaptações cinematográficas
Seu romance Lijmen/Het Been foi adaptado para o cinema por Robbe De Hert em 2001 como Lijmen/Het Been. Villa des Roses foi adaptado para o cinema em 2002 por Frank Van Passel como Villa des Roses.

### Adaptação para história em quadrinhos
Em 2008, o romance Kaas ("Queijo", 1933) e a novela Het dwaallicht ("Fogo-fátuo", em Três Romances, 1946) foram transformados em romances gráficos por Dick Matena.